# 山口県道349号江汐公園線
山口県道349号江汐公園線（やまぐちけんどう349ごう えじおこうえんせん）は、山口県山陽小野田市から宇部市に至る一般県道である。

## 概要
山陽小野田市大字千崎から宇部市大字船木に至る。

### 路線データ
- 起点：山陽小野田市大字千崎（江汐公園入口交差点、山口県道71号小野田山陽線交点）
- 終点：宇部市大字船木（銭ケ原交差点、国道2号交点）

## 歴史
- 1980年（昭和55年）4月1日 - 山口県告示第312号により認定される。
- 2004年（平成16年）11月1日 - 厚狭郡楠町が宇部市に編入されたことにより終点の地名が厚狭郡楠町船木から宇部市船木に変更される。
- 2005年（平成17年）3月22日 - 小野田市と厚狭郡山陽町が対等合併して山陽小野田市が成立したことにより起点の地名が小野田市千崎から山陽小野田市千崎に変更される。

## 地理

### 通過する自治体
- 山陽小野田市
- 宇部市

### 交差する道路
| 交差する道路             | 市町村名     | 交差する場所 | 交差する場所              |
| ------------------------ | ------------ | ------------ | ------------------------- |
| 山口県道71号小野田山陽線 | 山陽小野田市 | 大字千崎     | 江汐公園入口交差点 / 起点 |
| 国道2号 国道9号 重複     | 宇部市       | 大字船木     | 銭ケ原交差点 / 終点       |

### 交差する鉄道
- 山陽新幹線

### 沿線
- 江汐池・江汐公園